# 브라질로돈
브라질로돈(학명:Brasilodon)은 트라이아스기 후기에 지금의 브라질에 살았던 키노돈트이다. 브라질로돈의 전신 골격은 아직 발견되지 않았으나, 브라질로돈의 길이를 12cm로 추정하고 있다. 치열을 보면 식충성 키노돈트였을 가능성이 높다. 이 속은 브라질로돈 쿼드란귤리스(B. cquadrangularis)라는 단일종을 포함하고 있다. 브라질로돈과(Brasilodontidae)의 다른 두 개의 속인 브라질리테리움속(Brasilitherium)과 미니시노돈속(Minicynodon)은 현재 브라질로돈의 학명이명으로 간주된다.